# Grive solitaire (constellation)

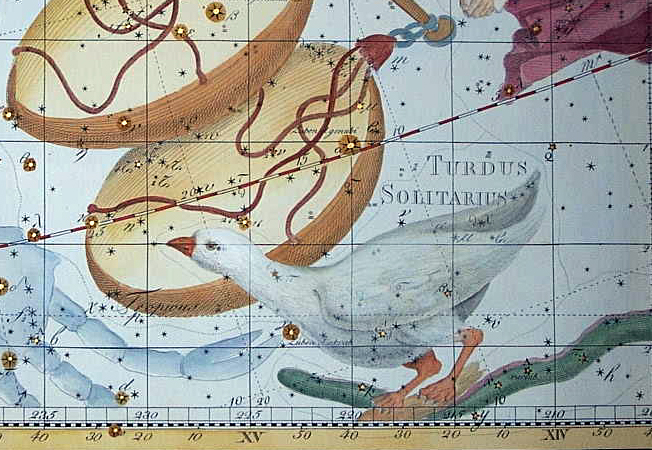
Grive solitaire

La Grive solitaire (en latin Turdus Solitarius) était une constellation créée par Pierre Charles Le Monnier en 1776 à partir d'étoiles de la queue de l'Hydre. Son nom provenait du dronte de Rodriguez. Elle fut ensuite remplacée par une autre constellation, la Chouette. Aucune de ces constellations n'est utilisée depuis 1930.

## Référence
1. ↑  (en) Fuller, Errol, Dodo - From Extinction To Icon, 2002.